# (16473) 1990 QF2
(16473) 1990 QF2 là một tiểu hành tinh vành đai chính. Nó được phát hiện bởi Henry E. Holt ở Đài thiên văn Palomar ở Quận San Diego, California, ngày 22 tháng 8 năm 1990.